# Tỷ lệ chiết khấu
Tỷ lệ chiết khấu là một thuật ngữ của kinh tế. Đây là một thuật ngữ có nhiều định nghĩa và vai trò khác nhau.

## Định nghĩa

### Tài chính
Tỷ lệ chiết khấu, hay còn được gọi là chiết suất, thường được chọn tương đương với chi phí vốn. Một số điều chỉnh có thể được thực hiện với tỷ lệ chiết khấu với sự tính toán đến các rủi ro liên quan đến sự không chắc chắn với các vòng quay tiền tệ và diễn biến khác.

### Thương mại
Tỷ lệ chiết khấu ở đây được định nghĩa là tỷ lệ giảm giá người người bán dành cho người mua để có thể bán được một số lương hàng hóa lớn, để duy trì mối quan hệ tốt với khách hàng hoặc để khuyến khích việc thanh toán trước hạn, thanh toán bằng tiền.

### Tín dụng
Tỷ lệ chiết khấu ở đây là số phần trăm của giá trị giao dịch mà ngân hàng phát hành thu từ người sử dụng thẻ tín dụng trong mỗi giao dịch được thực hiện.

### Đầu tư
Còn trong lĩnh vực này, tỷ lệ chiết khấu được dùng để tính tỷ suất hoàn vốn nội bộ (IRR), giá trị hiện tại thuần (NPV). Tỷ suất chiết khấu có vai trò trong việc quy đổi các giá trị tiền ở tương lai về hiện tại, sau khi tính toán đến lãi suất, lạm phát. Làm cho tỷ lệ chiết khấu bằng tỷ suất lợi nhuận của dự án được đầu tư để so sánh giữa 2 phương án đầu tư là cách làm khá hay.